# إدوارد أبيل
إدوارد أبيل (30 يناير 1988 في المملكة المتحدة - ) (بالإنجليزية: Edward Abel)‏ هو لاعب كريكت بريطاني. لعب مع Wiltshire County Cricket Club ‏ ونادي الكريكت في جامعة أكسفورد ‏.

## وصلات خارجية
- إدوارد أبيل على موقع إي آس بي آن كريك إنفو (الإنجليزية)